# Le Chevalier à l'étoile d'or
Pour plus de détails, voir Fiche technique et Distribution.
Le Chevalier à l'étoile d'or (Кавалер Золотой Звезды, Kavalier zolotoy zvezdy) est un film soviétique réalisé par Youli Raizman, sorti en 1951.

## Synopsis
Après la Grande Guerre patriotique, Sergueï Toutarinov, soldat de première ligne et héros de l'Union soviétique, revient dans son village natal de Stavropol. Il n'envisage dans un premier temps que d'y rester temporairement mais, s'étant familiarisé avec la vie de la région, il s'y installe définitivement. Il participe à relancer l'économie détruite pendant le conflit et propose un plan quinquennal qui comprend la construction d'une centrale électrique moderne. Le président du comité exécutif du district local, un vieux combattant rouge, s'y oppose mais Sergueï est soutenu par les secrétaires du comité du parti et du comité régional. Son plan est ensuite discuté et approuvé par les travailleurs du village. Sergueï reçoit le poste de président du comité exécutif du district et après avoir montré la capacité d'un vrai chef, il réussit son entreprise bien que sa relation avec Irina, qu'il a rencontrée en rentrant au village, ne soit toujours pas facile.

## Fiche technique
- Titre : Le Chevalier à l'étoile d'or
- Titre original : Кавалер Золотой Звезды (Kavalier zolotoy zvezdy)
- Réalisation : Youli Raizman
- Scénario : Boris Chirskov d'après le roman de Semion Babaïevski
- Musique : Tikhon Khrennikov
- Photographie : Sergueï Ouroussevski
- Société de production : Mosfilm
- Pays :  Union soviétique
- Genre : Drame
- Durée : 95 minutes
- Dates de sortie : 
  -  Union soviétique : 9 juillet 1951

## Distribution
- Sergueï Bondartchouk : Sergueï Toutarinov
- Anatoli Tchemodourov : Semion Gontcharenko
- Kira Kanaïeva : Irina Lioubacheva
- Boris Tchirkov : Kondratiev
- Nikolaï Komissarov : Khokhlakov
- Vladimir Ratomskiy : Ragouline
- N. Sevelov : Ostrooukhov
- Nikolaï Gritsenko : Artamachov
- Ivan Pereverzev : Boïtchenko
- F. Kirioutine : Nenachev
- Tamara Nossova : Anfissa
- Stepan Kaïoukov : Roubstov-Yennitsky
- Alexandre Antonov
- Daniil Ilchenko : Timofeï Ilitch Toutarinov
- Semion Svachenko : le secrétaire
- N. Svetlov : Ostrooukhov

## Distinctions
Le film a été présenté en sélection officielle en compétition au Festival de Cannes 1951.